# Mascarell del Cap
El mascarell del Cap (Morus capensis) és un ocell marí de la família dels súlids (Sulidae). D'hàbits pelàgics, habita la llarga de la costa meridional d'Àfrica, des del golf de Guinea fins al sud de Kenya. Cria a penya-segats d'illes properes a Namíbia i Sud-àfrica.